# Der Beduine und seine Frau
Der Beduine und seine Frau ist eine Erzählung aus Tausendundeiner Nacht. In der Arabian Nights Encyclopedia wird sie als ANE 219 gelistet (→ Tausendundeine Nacht – Liste der Geschichten).
In der Geschichte muss ein einfacher Beduine seine Ehefrau gegen die Gelüste mächtiger Männer verteidigen.

## Handlung
Ein Beduine vom Stamm der Banu Tamim kommt nach Damaskus zum Kalifen Muawiya und erhebt Klage gegen Marwan I., den Statthalter von Mekka und Medina und späteren Kalifen. Der Beduine hatte eine Frau namens Su'ad und besaß eine Herde Kamele und Pferde, die in einem schlimmen Jahr dahin gerafft worden waren. Der Beduine verlor damit seinen Besitz und sein Geld. Als Su'ads Vater davon erfuhr, nahm er seine Tochter dem Beduinen als Gattin weg und verstieß ihn.
Daraufhin beschwerte sich der Beduine bei Marwan, doch dieser wollte die Frau sehen, ehe er eine Entscheidung traf. Als Su'ad schließlich vor ihm stand, gefiel sie Marwan und er ließ den Beduinen ins Gefängnis werfen. Marwan fragte Su'ads Vater, ob er bereit sei, für eine Summe von elftausend Dinar seine Tochter mit ihm zu vermählen. Der Vater willigte ein und Marwan forderte den eingekerkerten Beduinen auf, sich von seiner Frau Su'ad scheiden zu lassen. Unter dem Druck tat der Beduine es, doch er blieb im Gefängnis, bis die Wartefrist zur Feststellung einer möglichen Schwangerschaft aus der früheren Ehe vorbei war.
Nach seiner Freilassung begibt der Beduine sich zum Kalifen Muawiya, um sich zu beschweren. Muawiya schreibt an Marwan und fordert ihn auf, die Gattin des Beduinen zu ihm zurückzuschicken. Daraufhin muss dieser klein bei geben, lässt sich von Su'ad scheiden und schickt sie nach Damaskus zu Muawiya. Doch als Muawiya schließlich selbst Su'ad, die Frau des Beduinen zu sehen bekommt, ist er von ihrer Schönheit völlig eingenommen. Umgehend lässt Muawiya den Beduinen rufen und bietet ihm an, ihm drei schöne, vollbusige Sklavinnen zusammen mit jeweils eintausend Dinaren zu schenken und ihm aus dem Schatzhaus ein stattliches jährliches Einkommen zu geben, wenn er Su'ad dafür vergesse.
Der Beduine erwidert: „Bei Allah, o Beherrscher der Gläubigen, wenn du mir auch alles anbötest, was Gott dir in deinem Kalifat gegeben hat, so würde ich es doch nicht ohne Su'ad nehmen. Kein anderes Lieb als Suad wünsch ich mir, mein täglich Brot ist die Liebe zu ihr.“ Daraufhin resümiert Muawiya, dass sowohl der Beduine als auch Marwan sich von Su'ad unter Druck hatten scheiden lassen. Es sei an Su'ad zu entscheiden, wen sie sich als Mann wähle. So fragt Muawiya an Su'ad gewandt: „Wer ist dir lieber, der Beherrscher der Gläubigen mit all seiner Ehre, seinem Ruhm und seinen Schlössern, seiner Macht, seinem Reichtum und allem anderen, was du bei ihm siehst, oder Marwan ibn al-Hakam mit seiner Gewalttätigkeit und Tyrannei, oder dieser Araber mit seinem Hunger und seiner Armut?“ Su'ad spricht die Verse: „Er ist, auch wenn ihn Hunger drückt und arge Not; mir lieber als der Nachbar und die Stammesscharen; als das gekrönte Haupt und als Marwan, sein Knecht; ja, auch als jeder Herr von Dirhams und Dinaren.“ Su'ad fährt fort und erklärt dem Kalifen, dass ihre Liebe zu ihrem Mann alt und ungebrochen sei, trotz aller Widrigkeiten. Muawiya, beeindruckt, gibt Su'ad dem Beduinen zurück und weist ihr zehntausend Dirham zu.

## Hintergrund
Die Geschichte findet sich in den ägyptischen Handschriften und den frühen Druckausgaben von Tausendundeine Nacht, etwa in Bulaq I, nicht aber in der Breslauer Edition. Auf die Kalkutta-II-Edition griffen Richard Francis Burton und Enno Littmann zurück.
Außerhalb von Tausendundeine Nacht findet sich die Geschichte in der klassisch-arabischen Literatur ebenfalls in Ibn al-Sarradschs (gest. 1106) Masari' al-'ushshaq und in I'lam al-Nas von Muhammad Diyab al-Itlidi (17. Jahrhundert).

## Ausgaben
- Richard Francis Burton: Arabian Nights, Burton Club, 1900 (Erstausgabe 1885–1888), Band 7, S. 124–130.
- Enno Littmann: Die Erzählungen aus den tausendundein Nächten, Insel Verlag, Frankfurt 1968 (Erstausgabe 1922–1928, Kalkutta-II-Edition), Band 4, S. 660–666.